# 伊克瓦河
伊克瓦河（烏克蘭語：Іква），是烏克蘭的河流，位於該國西部，屬於斯特里河的支流，流經利沃夫州、捷爾諾波爾州和羅夫諾州，河道全長155公里，流域面積2,250平方公里。